# جيمس جونسون (سياسي كندي)
جيمس جونسون هو سياسي كندي، ولد في 18 نوفمبر 1855 في كندا، وتوفي في 6 فبراير 1929. انتخب member of the Legislative Assembly of Manitoba ‏ عن دائرة Turtle Mountain (electoral district) ‏ (27 نوفمبر 1897 – 1914).